# Microcyclops rubellus
Microcyclops rubellus är en kräftdjursart som först beskrevs av Wilhelm Lilljeborg 1901.  Microcyclops rubellus ingår i släktet Microcyclops och familjen Cyclopidae. Arten är reproducerande i Sverige. Inga underarter finns listade i Catalogue of Life.